# Tajfun Talim
Tajfun Talim – cyklon tropikalny, jaki nawiedził na przełomie sierpnia i września 2005 Tajwan oraz Chiny. Osiągnął maksymalnie 4 kategorię w skali Saffira-Simpsona.
Powstał 26 sierpnia na wschód od wyspy Guam. Przemieszczał się później na północny zachód, nasilając się. Docierając do Tajwanu osłabł z czwartej kategorii w pierwszą. 
Fale na wybrzeżach wyspy osiągały wysokość nawet 15 metrów, po czym wdzierając się w głąb lądu powodowały zniszczenia. Zamknięte zostały lotniska, porty morskie i instytucje publiczne. W Chinach tajfun doprowadził do powodzi, ewakuowanych zostało ponad pół miliona osób, a straty wyniosły 12,19 miliarda juanów
(1,5 miliarda dolarów).
Łącznie tajfun Talim spowodował śmierć 124 osób.